# Hemiteles cincticornis
Hemiteles cincticornis là một loài tò vò trong họ Ichneumonidae.